# Otto Katz
Otto Katz (* 27. Mai 1895 in Jistebnitz, Bezirk Tabor, Österreich-Ungarn; † 3. Dezember 1952 in Prag) war ein tschechoslowakischer Autor deutscher Muttersprache und Agent im Dienste der stalinistischen Sowjetunion. Zu seinen zahlreichen Decknamen gehörten Rudolf Breda und Franz Spielhagen, später André Simone. Im Schauprozess gegen Rudolf Slánský wurde er zum Tod verurteilt.

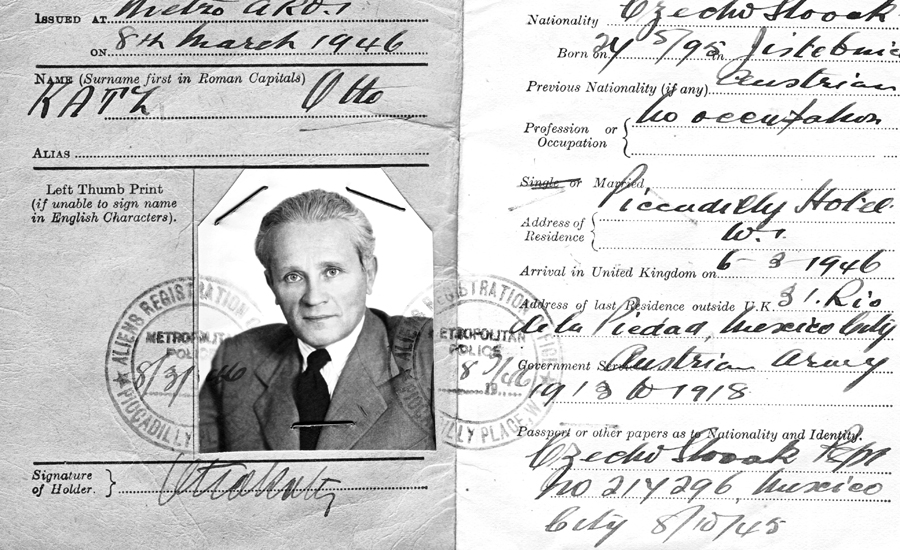
Aufenthaltserlaubnis für Otto Katz in Großbritannien, ausgestellt 1946.

## Leben

### Jugend
Otto Katz war Sohn des Betreibers einer Lederfabrik und später eines Lebensmittelhandels, seine Mutter starb, als er fünf Jahre alt war. Die Familie war deutschsprachig, er wurde tschechisch eingeschult. Mit der Neuvermählung des Vaters ging ein Umzug von Jistebnitz nach Prag einher. Um 1900 war die jüdische Bevölkerung in Prag in einer eigentümlichen Zwischenstellung zwischen den bürgerlich orientierten, Habsburger-freundlichen Deutschen und den Tschechen, die mehrheitlich eine Loslösung von Österreich-Ungarn anstrebten. In der Industriestadt Pilsen, in der er 1913 seinen Schulabschluss machte, wurde er durch Informationsmaterial vom Internationalen Sozialistenkongress 1907 in Stuttgart bereits zum Anhänger des Sozialismus. Anschließend begann er in Wien ein Studium an der k. k. Exportakademie, wurde aber nach nicht bestandenen Prüfungen exmatrikuliert. So wurde er zu Beginn des Ersten Weltkriegs eingezogen und nach vier Monaten verwundet, in der Rekonvaleszenz entschloss er sich zum Desertieren, wurde aufgegriffen und sieben Monate inhaftiert.
Von seinen beiden Brüdern fiel 1915 der nächstältere, Robert Katz. Otto Katz überlebte den Krieg, indem er erneut desertierte und sich bei seinem Vater in Pilsen versteckte. Beim Vogel Verlag in Pößneck/Thüringen wurde Katz im Januar 1919 Leiter der Versandabteilung, bald aber entlassen, nachdem er einen Streik organisiert hatte. Wieder in Prag arbeitete er bei dem Metallwaren-Hersteller Meva. In der damaligen Kulturszene wollte Katz, ermutigt durch Rudolf Fuchs, Schriftsteller werden, veröffentlichte mit dem Geld seines Vaters einen Band eher schwacher Gedichte und erntete die Schmeichelei eines literarischen Zirkels, der ansonsten sich an Katz' nicht enden wollender Bohème-Party erfreute. Er verkehrte im Prager Kreis mit den Schriftstellern Max Brod, Franz Kafka und Franz Werfel. Egon Erwin Kisch entwickelte sich zu seinem Freund und lebenslangen Mitstreiter. Otto Katz spannte die kurz vor der Heirat stehende Schauspielerin Sonya Bogsová ihrem Verlobten aus und war mit ihr bis 1928 verheiratet, aus der Ehe ging die Tochter Petra hervor. Im Herbst 1921 zog er nach Berlin.

### Berufliche Etablierung in Berlin
Katz wurde Kommunist und schloss sich 1922 der KPD an. Seinen Lebensunterhalt bestritt er als Kunstkritiker und begegnete, offenbar in Max Reinhardts Deutschem Theater, Marlene Dietrich, mit der er eine Verbindung unterhalten haben will. Als Verlagsleiter der linksliberalen politischen Wochenschrift Das Tage-Buch wurde er 1927 Verwaltungsdirektor des von Erwin Piscator geleiteten Theaters am Nollendorfplatz. Piscator besaß nach Ansicht von Franz Jung, der beruflich „mit der Clique Katz-Lania zu tun“ hatte, „weder die Geduld noch die Fähigkeit, Schauspieler zu entwickeln“. Stattdessen wurden die routinierten Darsteller der Berliner Bühnen zu hohen Honoraren ausgeliehen. Als das Theater finanziell am Ende war und im September 1929 schloss, verhalf Piscator Otto Katz zu einer Stelle bei dem kommunistischen Verleger Willi Münzenberg, bei dem er dank seines organisatorischen Geschicks bald als dessen rechte Hand in Berlin galt. Er pflegte Beziehungen zu Intellektuellen bis weit ins bürgerliche Lager, die zwar mit der Sowjetunion sympathisierten, aber niemals in einem Parteiverlag publiziert hätten. Er verhalf als Geschäftsführer der Universum-Bücherei für alle, einer Buchgemeinschaft für Arbeiter, zu Beliebtheit und war mit Neun Männer im Eis auch als Autor sehr erfolgreich.

### Wandlung zum Komintern-Agenten
Während seiner Tätigkeit in Piscators Theater wurde er wegen einer nicht beglichenen Steuerschuld von 16.000 Mark verdächtigt, eine Gefängnishaft drohte. Ende 1930 besorgte ihm Münzenberg einen Einsatz als Geschäftsführer der deutschen Abteilung in dessen Moskauer Filmproduktion Meschrabpom. Im Kontakt mit dem sowjetischen Spionagedienst wandelte sich Otto Katz von einem Menschen mit bürgerlichen Gewohnheiten in einen treuen Funktionär Moskaus. Im Dezember 1931 heiratete er dort die sieben Jahre jüngere, aus Wilhelmshaven stammende Ilse Klagemann, die dem elterlichen, bürgerlichen Milieu nach dem Kieler Matrosenaufstand den Rücken gekehrt und ihren Weg in die KPD genommen hatte. Katz lernte Russisch und schrieb Artikel für Münzenbergs Zeitungen Berlin am Morgen und Welt am Abend. Die Stelle bei Meschrabpom brachte ihn zusammen mit alten Bekannten wie Piscator – Der Aufstand der Fischer war dessen erstes Filmprojekt – und neuen wie Joris Ivens, der drei Jahre später für die Komintern über den Spanischen Bürgerkrieg arbeitete. Die meiste Zeit kam aber dem Besuch der Internationalen Lenin-Schule zu, die zur Vermittlung von Spionagetechniken eine Niederlassung in Kunzewo hatte. Katz wurde vorbereitet auf die Arbeit als „Illegaler“, der am Einsatzort nicht mit der lokalen KP zusammenkommt und nicht den Schutzschirm der Immunität eines Botschaftsangehörigen in Anspruch nehmen kann. Ursprünglich hatten die Sowjets Münzenberg davon abgeraten, den „bürgerlichen“ Otto Katz bei sich aufzunehmen, auch ließen sie sich Zeit, bis sie ihm eine wichtige Tätigkeit bei der Neuaufstellung der Komintern in Paris anvertrauten.

### Braunbuch– Redakteur in Paris
Von Münzenberg 1933 nach Frankreich beordert, erstellte er mit einem halben Dutzend Mitarbeitern in Paris das Aufsehen erregende Braunbuch, das am 1. August in Paris im Verlag Editions du Carrefour, der von Willi Münzenberg geleitet wurde, vor Beginn des Londoner Gegenprozesses – auch von Katz organisiert – zum geplanten deutschen Reichstagsbrandprozess in Deutschland erschien und die Nationalsozialisten der Urheberschaft am Reichstagsbrand zieh. Das Buch war anonym verfasst, nur der englische Lord Marley hatte als  Vorsitzender des „Weltkomitee für die Opfer des deutschen Faschismus“ ein Vorwort dazu geschrieben. Der Sekretär dieser Einrichtung war Katz. Ein zweiter Band des Braunbuches erschien 1934 unter dem Titel Dimitroff contra Göring: Braunbuch II. Der Verfasser war ebenfalls Otto Katz.
Im Spanischen Bürgerkrieg war Katz im Auftrag der Volksfrontregierung Leiter der spanischen Nachrichtenagentur „Agence Espagne“ und führte nun das Pseudonym André Simone. Auf Material, das der NKWD in Francos Machtbereich gesammelt hatte, beruhte sein Buch Hitler in Spanien, erschienen im Pariser Verlag Denoël. Victor Gollancz’ britischer Left Book Club wählte Katz’ The Nazi Conspiracy in Spain im Januar 1937 für den Start einer Sonderserie, die besonders dringende Themen anschnitt. Für den von Franco inhaftierten und mit dem Tode bedrohten Arthur Koestler organisierte Katz zur Befreiung eine internationale Kampagne, die – nach Koestlers eigener Einschätzung – in keinem Verhältnis zu dessen Bedeutung für die Partei stand. In Hollywood gründete er die Anti-Nazi League mit zahlreichen Berühmtheiten der Filmwelt als Aushängeschild.

### Mexikanisches Exil
Als Münzenberg anlässlich der Moskauer Prozesse begann, an der Weisheit Stalins zu zweifeln, wurden die deutschen Kommunisten in Paris aufgefordert, sich von ihm abzuwenden. André Simone kam nun häufiger in Kontakt mit tschechischen Kommunisten, als er für Hubert Ripka im Pariser Büro der geflüchteten tschechischen Regierung arbeitete. Nach Kriegsbeginn wurde er am 30. Dezember 1939 wenige Stunden interniert und danach zusammen mit seiner zweiten Frau Ilse Katz ausgewiesen. Er reiste in die USA, wo er in New York ein Jahr verbrachte und sich um Mexiko-Visa für in Frankreich Eingeschlossene bemühte, im Zusammenwirken mit dem schon vor Ort befindlichen Bodo Uhse, ein schwieriges Unterfangen allerdings nach dem Attentat auf Trotzki. Nach Ablauf seines Visums erhielt er eine neue Mission als „Politruk“ in Mexiko. Dort wurden während des Krieges die Telegramme und der Schriftverkehr der kommunistischen Emigranten einschließlich Katz vom Special Intelligence Service J. Edgar Hoovers aufgezeichnet. Beim Emigrantenverlag El libro libre führte er den Kampf gegen Hitler-Deutschland und für die Sowjetunion weiter und konnte dort gleichzeitig seine Beratertätigkeit beim moskauhörigen Gewerkschaftsführer Toledano tarnen. Er wurde bald als Initiator eines stalinistischen Feldzuges gegen nicht linientreue Intellektuelle („Fünfte Kolonne“) wahrgenommen, was ihm die engagierte Gegnerschaft von Gustav Regler eintrug, der wegen Katz offen mit der KPD brach. Im Gegensatz zu Regler und Münzenberg akzeptierte Katz den Hitler-Stalin-Pakt.
Regler schilderte, wie Katz (alias Simone) im Juli 1941 in der großen Arena von Mexiko-Stadt das Podium bestieg, „die ‚flammenden Grüße seiner kämpfenden Kameraden‘ überbrachte und versprach, ‚nach seiner Rückkehr in den Untergrund Frankreichs von dieser denkwürdigen Veranstaltung zu berichten…‘ Aber er blieb in Mexiko, wo er mit der bekannten Filmschauspielerin Dolores del Río ein Hilfskomitee für die Opfer des Faschismus gründete.“ In der Zeitschrift Análisis porträtierte Regler im Januar 1942 Katz als skrupellosen Agenten, woraufhin der Konflikt unter den politisch Exilierten in Mexiko eskalierte, bis am 7. Februar 1942 das liberale US-Blatt The Nation eingriff und bei Katz kluge Zurückhaltung anmahnte.
Bei den KP-internen Fraktionierungen schloss sich André Simone der Gruppe um Paul Merker an, der wiederum mit Noel Field in humanitären Fragen zusammenarbeitete. Dass Merker 1944 empfänglich war für die Idee des Zionismus, war nicht ein „vordergründig-taktisches bündnispolitisches Kalkül“, wie Fritz Pohle vermutet, sondern Ergebnis von Druck vor allem seitens André Simone, der als Mitbegründer und erster Sekretär der „Bewegung Freies Deutschland in Mexiko“ mit der Organisation „Logia Spinoza No. 1176 de Bené Berith“ zusammenarbeitete. Offenbar war er auch anonymer Chefredakteur der Ende 1944 erstmals erschienenen spanischsprachigen Monatszeitschrift Tribuna Israelita. In Europa hatte Katz' Vater den Schrecken des Einmarsches von Hitlers Truppen nach Böhmen nicht überlebt, und der älteste Bruder Leopold war ein Opfer des Holocausts geworden.

### Karrierehöhepunkt und Opfer eines Schauprozesses in Prag
Anfang 1946 kehrte er in die Tschechoslowakei zurück und wurde dort zunächst außenpolitischer Redakteur des täglich erscheinenden, kommunistischen Zentralorgans Rudé Právo. Nach dem Februarumsturz 1948 wurde er Chef der Presseabteilung des Außenministeriums. Als Jude, Münzenberg-Mitarbeiter, West-Emigrant und Bekannter von Noel Field wurde er ein Opfer des in Nachahmung von Stalins Vorgehen in der Sowjetunion gegen Wurzellose Kosmopoliten durchgeführten Schauprozesses, bei dem eine vorgebliche trotzkistisch-titoistisch-zionistische Verschwörung in der Tschechoslowakei aufgedeckt werden sollte.
Katz wurde zusammen mit 13 Genossen, davon elf jüdischer Abstammung, im Slánský-Prozess vor dem neu errichteten Staatsgericht im November 1952 angeklagt. Sein „kurzer Prozeß“ fand am Nachmittag des 22. November 1952 statt. Katz war vorher gefoltert worden und gestand alle ihm zur Last gelegten Verbrechen. Die stalinistischen Geständnisfabrikanten hatten aus ihm einen „jüdisch nationalen Bourgeois und Spion“ und ein Mitglied der trotzkistischen, titoistischen, zionistischen Verschwörung gemacht. Das war vom Geheimdienst frei erfunden worden. Katz wurde am 3. Dezember 1952 durch den Strang hingerichtet.
Die Asche der Hingerichteten wurde auf den Feldern bei Prag verteilt. Im Zusammenhang mit dem Prager Frühling 1968 wurde er rehabilitiert und von Präsident Ludvík Svoboda am 30. April 1968 postum mit dem Orden der Republik ausgezeichnet. Sein Vorleben als Otto Katz wurde in der ČSSR bis zur Samtenen Revolution 1989 verschwiegen. Die neugedruckten Braunbücher wurden in der DDR Alexander Abusch zugerechnet.

## Werke und Übersetzungen
- Otto Katz: Neun Männer im Eis. Dokumente einer Polartragödie. In dem Willi Münzenberg gehörenden Neuen Deutschen Verlag, Berlin 1929. Neuausgabe Aufbau, Berlin-Ost 1950. (Über den gescheiterten Versuch von Oberst Umberto Nobile, mit dem Luftschiff „Italia“ den Nordpol zu bezwingen, und die Rettung eines Teils der Expedition durch einen sowjetischen Eisbrecher).
- Ivan Olbracht: Anna, das Mädchen vom Lande. Mit einem Vorwort von Franz Carl Weiskopf. Aus dem Tschechischen von Otto Katz. In der zu Münzenbergs IAH gehörenden Universum Bücherei für Alle, Berlin 1929.
- Otto Katz (Hrsg.): Volksbuch 1930. Universum-Bücherei für alle, Berlin 1930. (Mit Beiträgen von Egon Erwin Kisch, Willi Münzenberg, Max Hodann, Bert Brecht, Kurt Kersten, Kurt Tucholsky, Upton Sinclair u. v. a. Mit zahlreichen Abbildungen von George Grosz, Heinrich Zille, Honoré Daumier, Käthe Kollwitz u. a.)
- Bereshnij, Mesheritscher, Sasslawski, Otto Katz u. a. (Redaktion): 15 Eiserne Schritte. Ein Buch der Tatsachen aus der Sowjetunion. Universum-Bücherei für alle, Berlin 1932.
- Redaktion: Braunbuch über Reichstagsbrand und Hitlerterror. Editions du Carrefour, Paris 1933.
- Braunbuch II – Dimitroff contra Göring. Enthüllungen über die wahren Brandstifter. Éditions du Carrefour, Paris 1934.
- Der Kampf um ein Buch. Wie im Dritten Reich gegen das Braunbuch gekämpft und gelogen wurde. Broschüre, Éditions du Carrefour, Paris 1934.
- Weißbuch über den 30. Juni 1934. Édition du Carrefour, Paris 1934.
- Franz Spielhagen (Pseudonym): Spione und Verschwörer in Spanien. Nach offiziellen nationalsozialistischen Dokumenten. Éditions du Carrefour, Paris 1936.
- André Simone: J’accuse! The Men Who Betrayed France. The Dial Press, New York 1940.
  - Deutsche Ausgabe: Der Untergang der dritten Republik. Berlin, Aufbau 1948.
  - Tschechische Ausgabe: J’Accuse! O těch, kdo zradili Francii. Nakladatelství politické literatury, Praha 1965
- André Simone: Men of Europe. (From the confidential notes of an International Correspondent). Modern Age, New York 1941.
- Schwarzbuch über den Naziterror. El libro libre, Mexiko 1943. (Mitautor)
- André Simone: La Batalla de Rusia. El libro libre, Mexiko 1943.